# Karl-Heinz Pfeffer
Karl-Heinz Pfeffer (* 28. Dezember 1939 in Frankfurt am Main) ist ein deutscher Geograph.

## Leben
Nach dem naturwissenschaftlichen Studium an der Universität Frankfurt promovierte er mit einer Dissertation zur Karst- und Glazialmorphologie der Abruzzen. Die Habilitation im Fachbereich Geowissenschaften der Universität Frankfurt erfolgt mit einer vergleichenden Studie zu Karstlandschaften Jamaikas, Apuliens und der Cyrenaika.
1972 übernahm Pfeffer eine Professur in Frankfurt am Main und wechselte anschließend 1975 zur Universität Köln. Ab 1986 war er Inhaber des Lehrstuhles für Physische Geographie am Geographischen Institut der Universität Tübingen, bis er im April 2004 emeritiert wurde.
Zudem war er als Editor-in-Chief der Zeitschrift für Geomorphologie tätig.
Pfeffer beschäftigt sich vor allem mit Karstgebieten, außerdem mit der Geologie und Landschaft Thailands.

## Mitgliedschaften
- Mitglied der Kommission für Geomorphologie der Bayerischen Akademie der Wissenschaften
- Ehrenmitglied des Verbandes der deutschen Höhlen- und Karstforscher
- 2002 Ehrendoktor der Naturwissenschaftlichen Fakultät der Universität Szeged in Ungarn
- Mitglied und Sprecher des Arbeitskreises Südostasien der Deutschen Gesellschaft für Geographie

## Veröffentlichungen (Auswahl)
- Beiträge zur Geomorphologie der Karstbecken im Bereiche des Monte Velino (Zentralappenin) (= Frankfurter geographische Hefte, Bd. 42). Kramer, Frankfurt/M. 1967 (Dissertation Universität Frankfurt/M.)
- Zur Genese von Oberflächenformen in Gebieten mit flachlagernden Carbonatgesteinen. Steiner, Wiesbaden 1975, ISBN 3-515-02080-2 (Habilitationsschrift Universität Frankfurt/M.)
- Karstmorphologie (= Erträge der Forschung, Bd. 79). Wissenschaftliche Buchgesellschaft, Darmstadt 1978, ISBN 3-534-07187-5.
- (Mithrsg.): 100 Jahre Geographie an der Universität Tübingen (= Tübinger geographische Studien, Bd. 118). Geographisches Institut, Tübingen 2000, ISBN 3-88121-023-7.
- Thailand. Naturpotenzial – Nutzung und Gefährdung. In: Jürgen H. Hohnholz (Hrsg.): Studium Generale – Thailand. Ressourcen, Strukturen, Entwicklungen eines tropischen Schwellenlandes (= Tübinger geographische Schriften, Bd. 137). Geographisches Institut, Tübingen 2003, S. 1–46, ISBN 3-88121-066-0.

- Arbeitsmethoden der physischen Geographie. Wissenschaftliche Buchgesellschaft, Darmstadt 2006, ISBN 3-534-16477-6.
- Karst. Entstehung – Phänomene – Nutzung. Bornträger, Stuttgart 2010, ISBN 978-3-443-07147-9.

- Thailands vielfältige Landschaften. Geologie und Relief, Klima, Vegetation und Nutzung. Bornträger, Stuttgart 2013, ISBN 978-3-443-01077-5.